# Zkouška ohněm: McCoy – Odkud přicházejí stíny
Zkouška ohněm: McCoy – Odkud přicházejí stíny (v anglickém originále Crucible: McCoy – Provenance of Shadows) je román amerického spisovatele Davida R. George III z roku 2006 z knižní série Star Trek, součásti sci-fi příběhů stejnojmenného světa. Jedná se o první část trilogie Zkouška ohněm, kterou George napsal ke 40. výročí seriálu Star Trek. Zkouška ohněm se jednotlivě zaměřuje na tři hlavní postavy seriálu, první díl pojednává o životě Leonarda McCoye, hlavního lékařského důstojníka na palubě hvězdné lodi USS Enterprise, a jeho „stínech“ – traumatech z žen i ze smrti.

## Příběh
V roce 2267 se doktor McCoy omylem dostane pomocí tzv. Strážce věčnosti do minulosti, na Zemi roku 1930. Společně se jej vydají hledat kapitán Kirk a pan Spock, kteří McCoyovi zabrání v záchraně Edith Keelerové, jíž srazí na ulici auto (epizoda „Město na pokraji věčnosti“). Známá časová linie dále pokračuje, posádka Enterprise zažívá události, které jsou známé z pozdějších epizod a filmů a které jsou v mezerách doplněny o neznámé etapy života doktora McCoye.
Tehdy však začala existovat alternativní časová linie. McCoy v ní Keelerovou zachrání, tím však nevědomky způsobí změny v dějinách Země. Stále očekává záchranu od svých přátel, Kirka a Spocka, ti však stále nepřicházejí a lékař je tedy uvězněn v minulosti, v New Yorku, kde vypomáhá Edith Keelerové v její misii pro chudé a bezdomovce. Po roce čekání si uvědomí, že otálení je zbytečné, a vydá se na jih Spojených států, kde se narodil a vyrůstal. Cestou se v Haydenu v Jižní Karolíně seznámí s Lynn a Philem Dickinsonovými, kteří jej přijmou do svého domu jako přítele. V městečku se usadí, později zde začne vykonávat lékařskou praxi a s hrůzou si uvědomí, že záchranou Keelerové změnil dějiny Země, neboť ona stojí v čele pacifistického hnutí, které odmítá zbrojení a Japonsko tak nemá v roce 1941 důvod útočit na Pearl Harbor. Do války, která vyznívá vítězně pro Německo a jeho spojence, se Spojené státy tak zpočátku nezapojí, v alternativní historii však Němci posléze zaútočí i na americká města, což mnoha Američanům rozváže oči. Doktor McCoy umírá v roce 1955, uprostřed války, když chce ošetřit německého pilota, sestřeleného nad Haydenem.
Ozvěny, vzpomínky a sny z tohoto alternativního života však ovlivňují McCoye v jeho přítomnosti 23. a 24. století. Společně se Spockem objeví chronitony, elementární částice času, za což jsou oceněni. Nakonec získá povolení k nahlédnutí do záznamů Strážce věčnosti v přísně tajných archivech stanice Memory Apsû, kde zjistí, jak v alternativním životě žil a jak zemřel. Nakonec sám umírá v roce 2366 ve věku 139 let, po mnoha spokojených letech prožitých s Toňou Barrowsovou, bývalou členkou posádky Enterprise.

## České vydání
V Česku byl román vydán 19. září 2008 v nakladatelství Laser-books v překladu Ladislava Jelínka (edice Star Trek, svazek 28, 672 stran, ISBN 978-80-7193-263-5). Zbylé dva díly Zkoušky ohněm se českého vydání zatím nedočkaly.